# 畅好乡
畅好乡是中华人民共和国海南省五指山市下辖的一个乡。

## 行政区划
畅好乡下辖以下村级行政区划单位：
草办村、畅好村、番贺村、番通村、什哈村、什奋村、毛召村、什冲村、保国村和番好村。